# Rue de la Louisiane
La rue de la Louisiane est une voie du 18e arrondissement de Paris, en France.

## Situation et accès
La rue de la Louisiane est une voie publique située dans le 18e arrondissement, dans le quartier de la Chapelle, à Paris. Orientée nord-sud, elle débute au 2, rue de la Guadeloupe et se termine au 21, rue de Torcy. Son côté est n'est pas numéroté, étant occupé sur toute sa longueur par le mur de la cour de récréation de l'École primaire de la rue de la Guadeloupe.

## Origine du nom
Elle porte le nom de la Louisiane, ancienne colonie française de la Nouvelle-France, vendue aux États-Unis en 1803. La rue du Canada et la rue de la Guadeloupe se situent à proximité.

## Historique

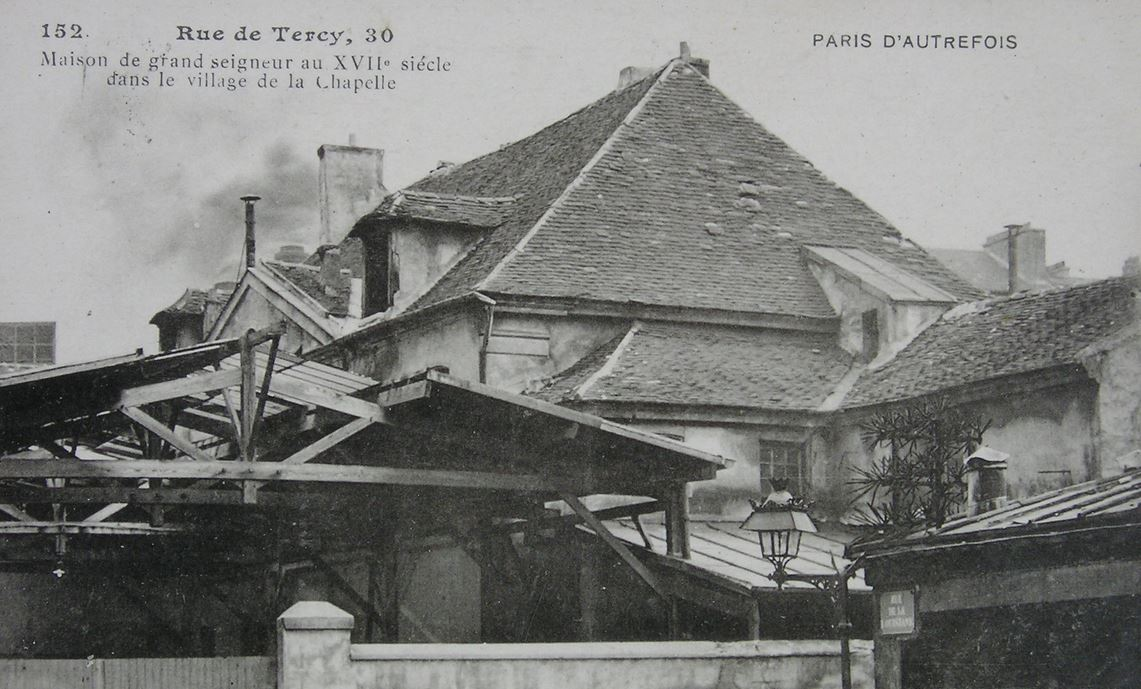
À l'angle de la rue de Torcy: Maison de grand seigneur au XVIIe siècle dans le village de La Chapelle. Le mur latéral, côté est, a été conservé, ainsi que l'emplacement de la cheminée.

Cette rue est créée, par la Ville de Paris, sous sa dénomination actuelle par un arrêté du 1er février 1877, sur les terrains provenant de l'ancien marché aux vaches du quartier de la Chapelle. Ce marché, qui se tenait autrefois à la plaine des Sablons (Entre le 16e arrondissement de Paris et Neuilly-sur-Seine), a été établi, par ordonnance de police du 31 mai 1785, dans le faubourg de Gloire ,(Aujourd'hui, partie de la rue de la Chapelle entre le boulevard de la Chapelle et la rue Ordener).
Elle est classée dans la voirie parisienne par un décret du 5 décembre 1881.

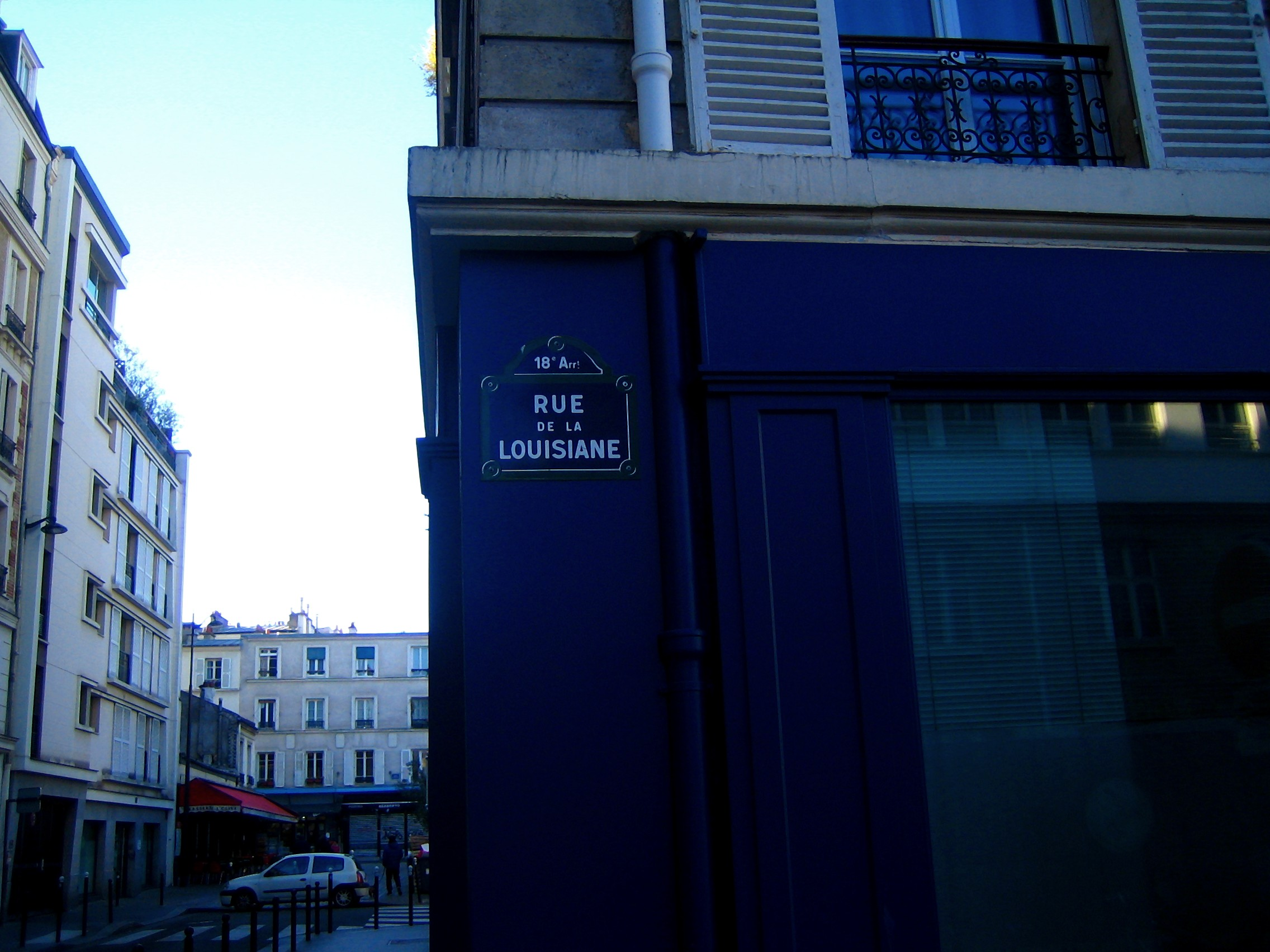
Angle rue de la Louisiane et rue de la Guadeloupe.